# 弘前東高中前站

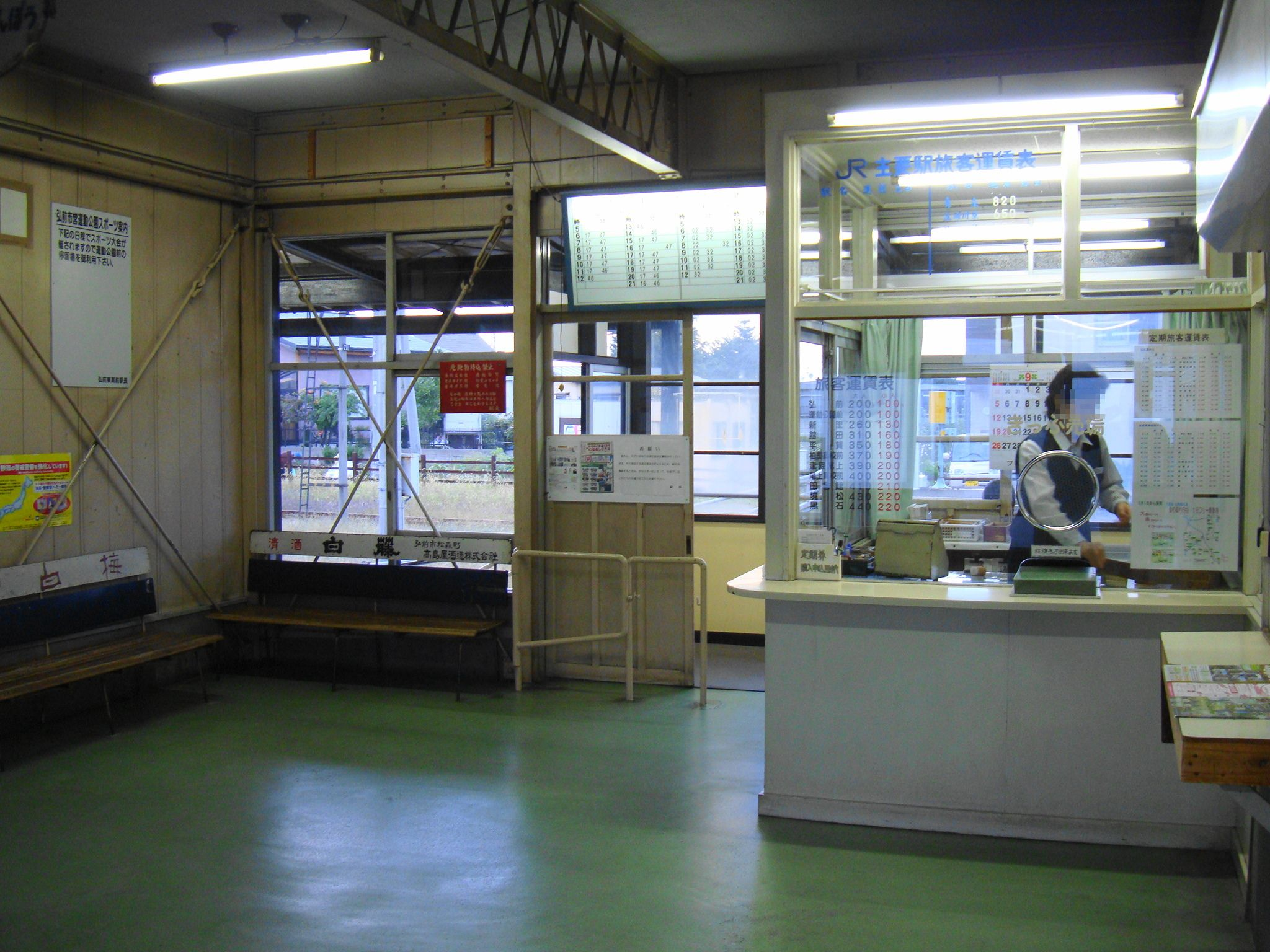
候車室和櫃臺

弘前東高中前站（日语：／ Hirosaki-Higashi-Ko Mae eki */?）是位於青森縣弘前市大字川先4丁目11番1號，弘南鐵道的弘南線車站。
與鄰站運動公園前站的情況相同過往本站的英文站名，一直是採用直接以假名轉為英文字母的方式處理，即「Hiroshimahigashikomae」，但2023年6月起，其英文站名則採用了英文直譯，改成為「Hirosaki Higashi High School」。而網頁上的圖片也顯示了新式的車站站牌，當中顯示的中文名稱為「弘前東高中前」。

## 車站構造
此站是地面車站，設有1面1線的單式月台。原本車站可進行列車交會，現時只使用遠離車站大樓的路軌，靠近車站大樓的路軌已經撤走，但是架空電纜仍然存在。在不可列車交會後，此站仍然設有閉塞邊界，設有場內和出発信號燈。
此站是業務委託車站。在平日早上6時50分至10時50分，下午3時00分至下午7時00分設有車站職員當值。另外，其他時間沒有職員當值，候車室會鎖上。

## 歷史

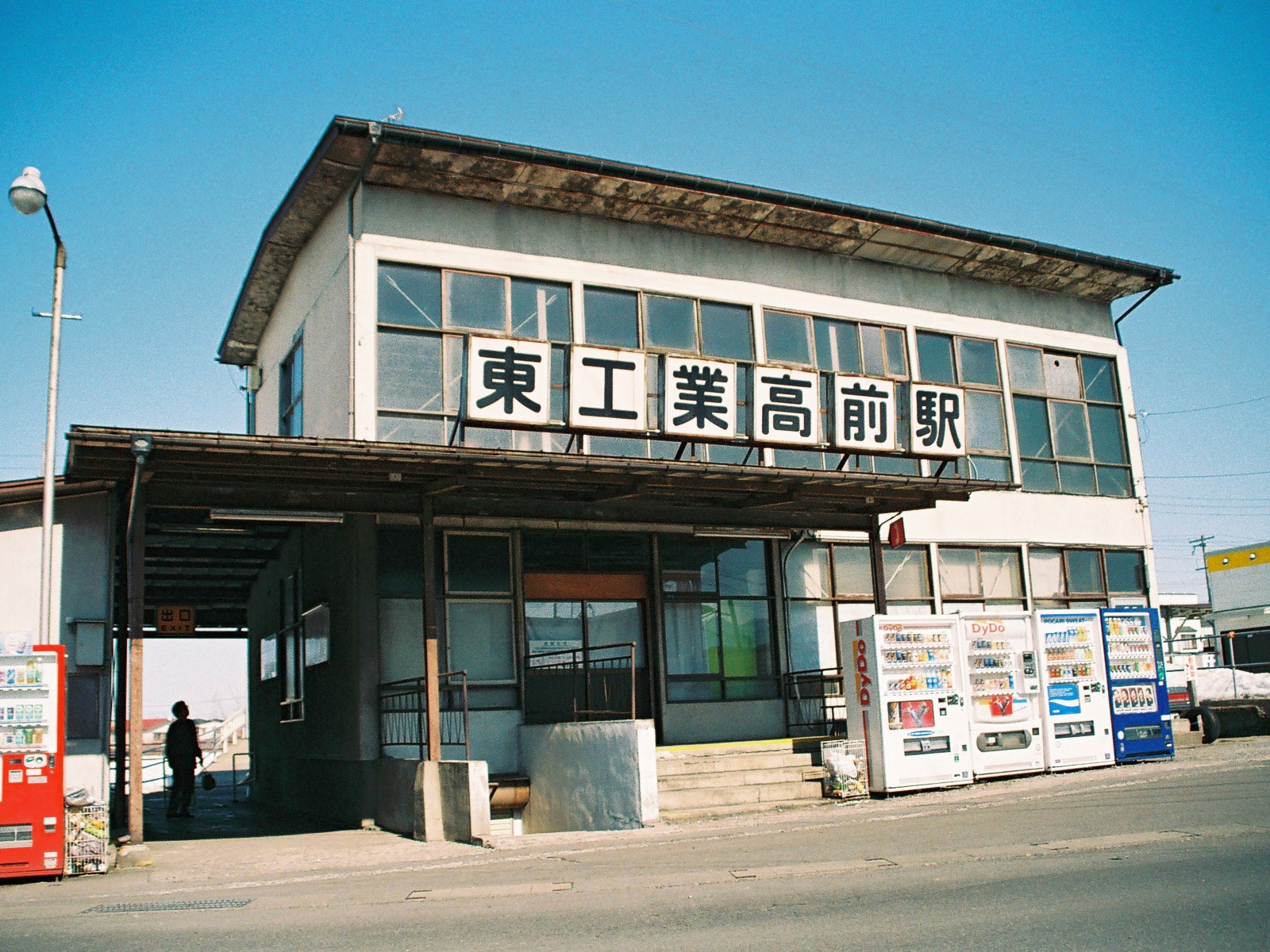
東工業高前站時代的車站大樓

- 1927年9月7日：以「松森町站」名稱啟用。
- 1929年：

3月18日：升級至停車場。
6月17日：改名為南弘前站。
- 1984年7月1日：結束貨物起卸業務。
- 1985年9月1日：在外部委托車站業務。
- 1988年4月1日：由於車站鄰近弘前東工業高校（舊弘前電波高等學校），車站改名為東工業高前站。
- 2005年4月1日：隨著弘前東工業高等學校改名，車站改名為弘前東高中前站。
- 2023年4月12日：增設車站編號[3]。

## 使用狀況
| 1日上落車人次 | 1日上落車人次 |
| 年度          | 1日平均人次   |
| ------------- | ------------- |
| 2011年        | 330           |
| 2012年        | 317           |
| 2013年        | 334           |
| 2014年        | 308           |
| 2015年        | 331           |
| 2016年        | 347           |
| 2017年        | 300           |
| 2018年        | 126           |
| 2019年        | 115           |
| 2020年        | 219           |
| 2021年        | 198           |
| 2022年        | 104           |

## 車站周邊
尤如其名，此站鄰近弘前東高等學校，也設有數個商業設施，包括超級市場（Universe南大町店）和藥店（朝日超級藥房南大町店）。

## 相鄰車站
弘南鐵道
■弘南線
弘前－弘前東高中前－體育公園前

## 外部連結
- 弘前東高中前站 （页面存档备份，存于）（日語） （各站資訊） - 弘南鐵道